# ジェイムズ・バーナード (第2代バンドン伯爵)
第2代バンドン伯爵ジェイムズ・バーナード（英: James Bernard, 2nd Earl of Bandon、1785年6月14日 - 1856年10月31日）は、グレートブリテン及びアイルランド連合王国の貴族、政治家。
フランシス・バーナード（後の初代バンドン伯爵）と、第2代シャノン伯爵リチャード・ボイルの娘レディ・キャサリン・ヘンリエッタ・ボイルの間に長男として生まれる。ケンブリッジ大学セント・ジョンズ・カレッジで学び、1806年に学位（M.A.）を取得。
1806年から1807年までコーク県ヨール選挙区選出の、1807年から1818年までコーク県選挙区選出の、1818年から1820年まで再びコーク県ヨール選挙区選出の、1820年から1826年まで及び1830年の8月から11月までコーク県バンドン選挙区選出の庶民院議員。議会では保守党に所属。1830年に父親の死去により爵位を相続した。1835年にアイルランド貴族の貴族代表議員に選出され、グレートブリテン及びアイルランド連合王国の貴族院議員となった。
バンドンは1842年にコーク県総督（Lord Lieutenant of Cork）に任じられ、没するまでその地位にあった。また1845年には王立協会のフェローにも選出された。
妻はカシェル大司教チャールズ・ブロードリックの娘メアリ・スーザン・アルビニア・ブロードリックで、1809年3月13日にカシェル大聖堂で結婚した。彼女との間に爵位を継承したフランシスのほか、チュアム・キララ・アチョンリー主教となったチャールズ・バーナードらをもうけた。
1856年にコーク県バンドンのバーナード城で死去し、同地に葬られた。